# Bernwarda Rodenkirch
Bernwarda Rodenkirch FBMVA, Geburtsname Barbara Rodenkirch (* 10. September 1883 in Strohn; † 5. April 1979 in Waldbreitbach) war eine deutsche Ordensschwester. Sie war Oberin der Niederlassungen von den Franziskanerinnen von der allerseligsten Jungfrau Maria von den Engeln in Rhens und Lutzerath.

## Leben
Barbara Rodenkirch wurde als ältestes von sieben Geschwistern in Strohn, heute Verbandsgemeinde Daun, geboren. Ihr Vater war Stellmacher und Landwirt.
Nach ihrem Eintritt ins Kloster war sie ab 1. Mai 1908 in der Niederlassung in Kyllburg und anschließend in Neuerburg. Ihr Noviziat begann sie am 1. Mai 1909 im Mutterhaus in Waldbreitbach und feierte 1910 ihre Profess, wo sie den Namen Bernwarda annahm. Ab dem 25. Oktober 1910 wirkte sie wieder in Neuerburg und ab dem 28. Oktober 1915 in Sinzig. Am 23. August 1920 wechselte sie in die Niederlassung Guichenbach (heute Riegelsberg) und am 12. Mai 1922 nach Oberstein (heute Idar-Oberstein).
Ab dem 1. Juli 1930 war sie im Waisenhaus des Ordens in Neuwied tätig. 1952 wurde sie Oberin der Niederlassung in Rhens und vom 19. August 1958 bis zum 6. Oktober 1964 war sie in der Funktion im Konvent in Lutzerath. Heute wird die soziale Arbeit, welche die Franziskanerinnen in Lutzrath aufgebaut haben, von der Caritas fortgeführt.
Schwester Bernwarda hatte sich große Verdienste um die Kranken- und Kinderpflege sowie die Betreuung von Senioren in verschiedenen Häusern der Waldbreitbacher Franziskanerinnen  erworben. Aus Anlass ihrer goldenen Ordensprofess und ihres 77. Geburtstags wurde sie am 31. August 1960 mit dem Bundesverdienstkreuz ausgezeichnet.
Ab Oktober 1964 lebte Schwester Bernwarda im Antoniushaus am Stammsitz des Ordens in Waldbreitbach. Hier verstarb sie im April 1979 im 96. Lebensjahr.